# Risto Jankov
Risto Jankov (mazedonisch Ристо Јанков; * 5. September 1998 in Skopje) ist ein nordmazedonischer Fußballtorwart.

## Karriere

### Verein
Jankov begann seine Karriere bei Rabotnički Skopje. Zur Saison 2015/16 rückte er in den Profikader von Rabotnički. In den Saisonen 2015/16 und 2016/17 kam er allerdings nie zum Einsatz. Zur Saison 2017/18 wurde er an den Zweitligisten Lokomotiva Skopje verliehen. In der Winterpause jener Saison kehrte er wieder zu Rabotnički zurück. Daraufhin debütierte er im Februar 2018 schließlich in der Prva Makedonska Liga, als er am 21. Spieltag gegen Vardar Skopje in der 89. Minute für Andrej Lazarov eingewechselt wurde, nachdem Einsertormann Daniel Božinovski mit einer Roten Karte vom Platz gestellt worden war. Bis Saisonende absolvierte Jankov drei Partien in der höchsten mazedonischen Spielklasse. In der Saison 2018/19 konnte er sich zeitweise gegen Božinovski durchsetzen und kam zu 21 Ligaeinsätzen. Zur Saison 2019/20 verließ Božinovski den Verein Richtung Aserbaidschan, dafür wurde als Ersatz Damjan Šiškovski verpflichtet. Gegen Šiškovski konnte sich Jankov nicht durchsetzen, bis zum COVID-bedingten Saisonabbruch nach der 23. Runde absolvierte er lediglich ein Saisonspiel.
Zur Saison 2020/21 wechselte Šiškovski nach Zypern, woraufhin Jankov zum Einsertormann des Hauptstadtklubs wurde. In der Saison 2020/21 absolvierte er so 29 Spiele in der Prva Liga.

### Nationalmannschaft
Jankov spielte 2014 für die mazedonische U-17-Auswahl. 2016 kam er sowohl im U-18- als auch im U-19-Team zum Einsatz. Im November 2017 kam er gegen Österreich erstmals in der U-21-Mannschaft zum Einsatz. Für diese absolvierte er bis November 2020 17 Partien.
Im März 2021 wurde er erstmals für die A-Nationalmannschaft nominiert. Ohne bis zu diesem Zeitpunkt zum Einsatz gekommen zu sein, wurde er auch in den Kader Nordmazedoniens für die im Sommer 2021 stattfindende EM nominiert, kam aber mit diesem nicht über die Gruppenphase hinaus. 